# Khovlegora
 (octobre 2022).
La mise en forme du texte ne suit pas les recommandations de Wikipédia : il faut le « wikifier ».
Les points d'amélioration suivants sont les cas les plus fréquents. Le détail des points à revoir est peut-être précisé sur la page de discussion.
- Les titres sont pré-formatés par le logiciel. Ils ne sont ni en capitales, ni en gras.
- Le texte ne doit pas être écrit en capitales (les noms de famille non plus), ni en gras, ni en italique, ni en « petit »…
- Le gras n'est utilisé que pour surligner le titre de l'article dans l'introduction, une seule fois.
- L'italique est rarement utilisé : mots en langue étrangère, titres d'œuvres, noms de bateaux, etc.
- Les citations ne sont pas en italique mais en corps de texte normal. Elles sont entourées par des guillemets français : « et ».
- Les listes à puces sont à éviter, des paragraphes rédigés étant largement préférés. Les tableaux sont à réserver à la présentation de données structurées (résultats, etc.).
- Les appels de note de bas de page (petits chiffres en exposant, introduits par l'outil «  Source ») sont à placer entre la fin de phrase et le point final[comme ça].
- Les liens internes (vers d'autres articles de Wikipédia) sont à choisir avec parcimonie. Créez des liens vers des articles approfondissant le sujet. Les termes génériques sans rapport avec le sujet sont à éviter, ainsi que les répétitions de liens vers un même terme.
- Les liens externes sont à placer uniquement dans une section « Liens externes », à la fin de l'article. Ces liens sont à choisir avec parcimonie suivant les règles définies. Si un lien sert de source à l'article, son insertion dans le texte est à faire par les notes de bas de page.
- La présentation des références doit suivre les conventions bibliographiques. Il est recommandé d'utiliser les modèles {{Ouvrage}}, {{Chapitre}}, {{Article}}, {{Lien web}} et/ou {{Bibliographie}}. Le mode d'édition visuel peut mettre en forme automatiquement les références.
- Insérer une infobox (cadre d'informations à droite) n'est pas obligatoire pour parachever la mise en page.

Pour une aide détaillée, merci de consulter Aide:Wikification.
Si vous pensez que ces points ont été résolus, vous pouvez retirer ce bandeau et améliorer la mise en forme d'un autre article.

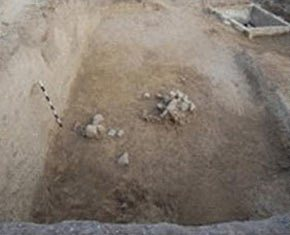
Le site de Khovlegora.

Khovlegora (en géorgien : ხოვლეგორა) est un site archéologique de la fin de l'Âge du Bronze et du début de l'Âge du Fer, à 2,5 kilomètres au nord-ouest du village de Khovle (municipalité de Kaspi) en Géorgie. Des fouilles ont eu lieu en 1954-1961 sous la conduite de N. Berdzenishvili, G. Tskitishvili, D. Muskhelishvili, T. Chubinishvili et D. Khakhutaishvili.

## Description
Huit horizons stratigraphiques du peuplement ont été identifiés :
- Horizons VIII-VII — XVe – XIVe siècles av. J.-C.
- Horizon VI — XIIIe siècle av. J.-C.
- Horizon V — XIIe – Xe siècles av. J.-C.
- Horizon IV — IXe – VIIe siècles av. J.-C.
- Horizon III — VIe siècle av. J.-C.
- Horizon II  — Ve siècle av. J.-C.
- Horizon I  —  IVe siècle av. J.-C.

Les maisons des anciens Khovlegorites (horizons VIII-IV) sont sur pilotis. La fondation est construite avec de la pierre concassée sur une solution de boue et les murs sont enduits des deux côtés. Le sol est fait d'argile. Il s'agit principalement de maisons à une seule pièce. En règle générale, il y a un four à pain dans le coin arrière gauche de l'entrée. Dans le coin droit, il y a un autel, qui dans la plupart des cas est décoré d'une sculpture de tête de bélier en argile. Durant cette époque, Khovlegora était entouré les douves. Au VIe siècle av. J.-C., l'établissement dépassait les limites de la colline naturelle et, avec le fossé, elle était déjà entourée d'une large clôture en pierre. À cette époque, le règlement est confirmé à l'intérieur de la clôture à la base de la colline. Les maisons à plusieurs pièces sont construites à 1 mètre de haut sur une solution de pierre et de boue, puis les murs sont recouverts d'argile compactée ou d'alys. À cette époque, un sanctuaire commun est apparu sur la crête de Gori, organisé autour d'un autel construit en pierre, de plan carré. Les maisons de toutes les époques à Khovlegora possédaient des toits de chaume et elles étaient situées en terrasses sur les pentes de Gori.
Le complexe de Khovlegora comprend les villages situés autour de Gori, où le peuplement a émergé aux XIIe – Xe siècles av. J.-C. pour perdurer jusqu'au IVe siècle av. J.-C. Les maisons d'une pièce à toit plat sont construites en pierre sur une solution de boue. Certaines sont à moitié terminées. Les maisons sont divisées en deux le long de l'axe longitudinal. Dans chaque maison, il y a un four à pain dans le coin du salon, et l'autel est du côté opposé. À partir des IVe – Ve siècles av. J.-C., un nouvel élément est apparu : le foyer. La plus grande partie du matériel trouvé dans les colonies de Khovlegora consiste dans de la céramique : poterie noire et rouge (horizons VIII-IV), poterie rouge (de la fin de l'horizon IV). Il y a moins d'outils agricoles en pierre, moins d'outils et de bijoux en métal et en os. Des trouvailles sont à noter : deux récipients de type kvevri (horizon IV) et un élément de poterie en terre cuite (horizon III).
Une zone de fabrication de poterie distincte a été fouillée à proximité. Trois ateliers se succédant chronologiquement ont été identifiés, dans lesquels des bâtiments de constructions différentes, mais liés les unes aux autres, ont été disposés. L'atelier comprenait un four de potier, une table de travail, une fosse de stockage d'argile, des citernes de stockage d'eau et une maison d'habitation d'artisan. La séparation du territoire de la zone de l'atelier de la partie principale de la colonie indique dans la première moitié du 1er millénaire av. J.-C., le processus de séparation de l'artisanat de l'agriculture en Caucasie centrale s'était approfondi.
À environ 0,5 km au sud de Khovlegora a été fouillée une partie de la nécropole des VIIe – Ve siècles av. J.-C.. Les morts étaient enterrés dans des fosses, allongés sur leur côté droit ou gauche. Les sépultures ont été organisées en groupes et, selon la variété chronologique-typique, on peut voir la différenciation dans l'existence de Khovlegora.
Le matériel archéologique de différents horizons est essentiellement le développement ultérieur de chacun et indique l'unité culturelle et ethnique et la cohérence de la population de Khovlegora. La culture archéologique de Khovlegora est incluse dans l'aire culturelle de la Caucasie du sud-est et présente de nombreuses caractéristiques liées aux cercles culturels locaux des pays voisins (Basse Kartlie, Trialeti, Kartlie intérieure).